# Ken Chan (ator filipino)
Ken Steven Angeles Chan (nascido em 17 de janeiro de 1993) é ator, modelo e apresentador de televisão filipino-chinês A carreira de Chan no Show Biz foi estabelecida como co-apresentador e intérprete de Walang Tulugan, de German Moreno, com o Master Showman . Ele alcançou a fama por seu papel como Joey Vergara Jr. e Destiny Rose Flores em uma novela que foi um dos maiores fenômenos da TV filipina, Destiny Rose. Em 2017, ele novamente teve um pico em sua carreira estrelando Meant to Be ao lado de Barbie Forteza, junto com Jak Roberto, Ivan Dorschner e Addy Raj . Chan é amplamente conhecido pela interpretação de seu personagem, Boyet Villaroman, uma pessoa com deficiência intelectual ao lado de sua parceira de amor, Rita Daniela, na série de drama romântico My Special Tatay .

## Vida pessoal e carreira

### 1993-2010: Início da vida e início da carreira
Ken Chan começou a se interessar pelo teatro durante o ensino médio no Colégio San Agustin-Biñan.
Ken Chan estava começando o turismo no De La Salle – College of Saint Benilde quando ingressou no show business no primeiro trimestre de 2011. O ex-empresário de Chan (Rams David) o descobriu. Antes de ingressar no show business, Ken já fez alguns comerciais de televisão e apareceu em uma revista para jovens. Ele também fez o curso de Gerenciamento de Hotéis e Restaurantes, como ele admitiu explicitamente no Sarap Diva quando foi hóspede. Ele também conseguiu principalmente seus papéis de vilão.

### 2011–2016: Fama
Ken Chan é o apresentador do show noturno, Walang Tulugan com o Master Showman com Jake Vargas, Sanya Lopez e Teejay Marquez . Já apareceu em vários programas da Rede GMA no espaço de um ano. Chan apareceu como parte do triângulo amoroso entre Barbie Forteza e Joshua Dionisio em Tween Hearts . Chan também interpretou um vilão em Time of My Life como parte do grupo LJ Reyes. Ken continua a compartilhar seu talento como ator. Ele é parceiro de Yassi Pressman e, às vezes, de Joyce Ching . Chan tem semelhanças físicas com seu homônimo, artista contratado do GMA, Steven Silva, que também tem sangue chinês. Em 2015, ele fez o teste para o papel principal em Destiny Rose, onde ganhou fama por interpretar a romancista mulher trans. Em 2017, ele atualmente se tornou o apresentador do programa de entretenimento GMA News TV, Day Off juntamente com Janine Gutierrez.

### 2017 – atual: Ressurgimento da carreira
A fama de ator disparou quando ele interpretou Yuan Lee em Meant to Be, Joshua Lazaro, um médico em The Cure e Robert "Boyet" Mariano, um jovem com deficiência intelectual leve em My Special Tatay . Mais tarde, ele se reúne com sua atriz principal de My Special Tatay , Rita Daniela no rom-com One of the Baes .

## Filmografia

### Dramas de televisão
| Dramas de televisão | Dramas de televisão   | Dramas de televisão                                                | Dramas de televisão |
| Ano                 | Título                | Função                                                             | Rede                |
| ------------------- | --------------------- | ------------------------------------------------------------------ | ------------------- |
| 2011                | Tempo da minha vida   | Rudolf                                                             | Rede GMA            |
| 2011–2012           | Tween Hearts          | Mackenzie "Mac" Santos                                             | Rede GMA            |
| 2012                | Biritera              | Popoy                                                              | Rede GMA            |
| 2013                | Lar Doce Lar          | dinamarquês                                                        | Rede GMA            |
| 2013–2014           | Noiva de ontem        | Joel Ramirez                                                       | Rede GMA            |
| 2014                | Rhodora X             | Ryan Ledesma                                                       | Rede GMA            |
| 2015                | A filha do homem rico | jovem angkong                                                      | Rede GMA            |
| 2015                | Cura Corações         | Anton                                                              | Rede GMA            |
| 2015–2016           | Destiny Rose          | Joselito "Joey" Vergara, Jr. / Destiny Rose Flores                 | Rede GMA            |
| 2017                | Voltes V              | Príncipe Zardoz (apenas voz)                                       | Rede GMA            |
| 2017                | Yu-Gi-Oh! 5D's        | Crow Hogan (apenas voz)                                            | Rede GMA            |
| 2017                | Destinado a ser       | Yuan Lee                                                           | Rede GMA            |
| 2018                | A cura                | Joshua Lazaro                                                      | Rede GMA            |
| 2018–2019           | Meu Tatay Especial    | Roberto "Boyet" M. Villaroman                                      | Rede GMA            |
| 2018–2019           | Minha vida de ouro    | (Apenas voz)                                                       | Rede GMA            |
| 2019-2020           | Um dos baes           | Grant Altamirano                                                   | Rede GMA            |
| 2021                | Ang Dalawang Ikaw     | Nelson Sarmiento / Tyler Franco / Maj. Dominiano "Major A" Alberto | Rede GMA            |

### Programas de televisão
| Shows de televisão | Shows de televisão                                                            | Shows de televisão              | Shows de televisão | Shows de televisão |
| Ano                | Título                                                                        | Função                          | Rede               |                    |
| ------------------ | ----------------------------------------------------------------------------- | ------------------------------- | ------------------ | ------------------ |
| 2011–2016          | Walang Tulugan com o Mestre Showman                                           | Co-apresentador / intérprete    | Rede GMA           |                    |
| 2015               | Maynila: Coração de confiança                                                 | Riel                            | Rede GMA           |                    |
| 2015               | Maynila: Abra seu coração                                                     | Lança                           | Rede GMA           |                    |
| 2015               | Magpakailanman: a história de Louise Delos Reyes                              | Jack                            | Rede GMA           |                    |
| 2015               | Maynila: My Bespren, My Love                                                  | Castor                          | Rede GMA           |                    |
| 2015               | Maynila: Bad Boy Good Heart                                                   | Owen                            | Rede GMA           |                    |
| 2015               | Maynila: Não me esqueça                                                       | Brent                           | Rede GMA           |                    |
| 2015               | Maynila: Encontrando o Mr.Right                                               | Charles                         | Rede GMA           |                    |
| 2015               | Maynila: Princesa de Ninguém                                                  | Jerry                           | Rede GMA           |                    |
| 2015               | Maynila: Bilanggo ng Kahapon                                                  | Jerry                           | Rede GMA           |                    |
| 2016               | Imbestigador: Caso de assassinato de Nick Russel Oniot                        | Nick Russel Oniot               | Rede GMA           |                    |
| 2016               | Maynila: pai solteiro                                                         | Dale                            | Rede GMA           |                    |
| 2017               | Imbestigador: a história de amor da enfermeira Darrel e o caso de assassinato | Enfermeira Darrel de Claro      | Rede GMA           |                    |
| 2017               | Magpakailanman: Nosso amor viral - Th Lance Fernandez e Ella Layer Story      | Lance Fernandez                 | Rede GMA           |                    |
| 2018               | Maynila: Magkapatid, Magkaribal                                               | Azul                            | Rede GMA           |                    |
| 2019               | O confronto                                                                   | Anfitrião de viagem             | Rede GMA           |                    |
| 2019               | Magpakailanman: Never Give Up - A história de Ken Chan e Rita Daniela         | Ele mesmo                       | Rede GMA           |                    |
| 2019               | Studio 7                                                                      | Co-apresentador / intérprete    | Rede GMA           |                    |
| 2020               | Domingos completos                                                            | Co-apresentador / intérprete    | Rede GMA           |                    |
| 2020               | Uau                                                                           | Convidado / intérprete especial | Rede GMA           |                    |

### Filmes
| Ano  | Título                           | Função     | Notas              |
| ---- | -------------------------------- | ---------- | ------------------ |
| 2011 | Tween Academy: turma de 2012     | Justin     |                    |
| 2012 | Apenas um verão                  | Keith      |                    |
| 2012 | Minha garota Kontrabida          | JC         |                    |
| 2016 | Enteng Kabisote 10 e os Abangers | Allan / A1 |                    |
| 2016 | Imagine você e eu                | Bryan      | Papel de cameo     |
| 2017 | Desta vez eu serei mais doce     | Tristan    |                    |
| 2019 | Kiko en Lala                     | Boyet      | Aparência especial |
| TBA  | O último dia no Tag-Araw         | Luis       |                    |

## Prêmios
| Prêmios e indicações | Prêmios e indicações                       | Prêmios e indicações                              | Prêmios e indicações | Prêmios e indicações |
| Ano                  | Prêmio                                     | Categoria                                         | Trabalho Nomeado     | Resultado            |
| -------------------- | ------------------------------------------ | ------------------------------------------------- | -------------------- | -------------------- |
| 2014                 | 62º Prêmio FAMAS                           | Prêmio Alemão de Realização da Juventude Moreno   | Nenhum               | Venceu               |
| 2016                 | 2016 GMMSF Box-Office Entertainment Awards | Estrela masculina mais promissora                 | Destiny Rose         | Venceu               |
| 2016                 | 30º PMPC Star Awards for Television        | Melhor ator dramático                             | Destiny Rose         | Venceu               |
| 2016                 | 3º Prêmio PEPList                          | Escolha do Editor: Ator Teleserye do Ano          | Destiny Rose         | Venceu               |
| 2018                 | PMPC Star Awards para TV                   | Rosto Masculino da Noite                          | Nenhum               | Venceu               |
| 2019                 | 1º Prêmio Inside Showbiz                   | Por Dentro do Showbiz Choice Performance          | Meu Tatay Especial   | Venceu               |
| 2019                 | 17º Gawad Tanglaw                          | Melhor desempenho de liderança em uma série de TV | Meu Tatay Especial   | Venceu               |
| 2019                 | 50º Prêmio de Entretenimento de Bilheteria | Ator de TV do ano em uma série dramática diurna   | Meu Tatay Especial   | Venceu               |

## Discografia
- Ken Chan - Self Titled (lançado pela PolyEast Records ; apresentava 12 faixas: Dahil Ikaw, Born For You, Paikot-Ikot, Nais Kong Malaman Mo e Sumayaw Sumunod. Instrumental / Minus One / Backing Track / Karaoke Track também incluído em seu álbum.)